# Bad Neustadt an der Saale
Bad Neustadt an der Saale, Bad Neustadt a.d. Saale – uzdrowiskowe miasto powiatowe w Niemczech, w kraju związkowym Bawaria, w rejencji Dolna Frankonia, w regionie Main-Rhön, siedziba powiatu Rhön-Grabfeld, oraz wspólnoty administracyjnej Bad Neustadt an der Saale do której miasto jednak nie należy. Leży ok. 120 km na wschód od Frankfurtu nad Menem, nad rzeką Soława Frankońska, przy autostradzie A71, drodze B19, B279 i linii kolejowej Eisenach – Schweinfurt.

## Dzielnice
W skład miasta wchodzą następujące dzielnice:
- Stare Miasto i Östliche Außenstadt
- Westliche Außenstadt
- Gartenstadt
- Brendlorenzen
- Dürrnhof
- Herschfeld
- Lebenhan
- Löhrieth
- Mühlbach

## Polityka
Burmistrzem jest Bruno Altrichter.
Rada miasta:
|      | CSU | SPD | Zieloni | Wolny Związek Wyborców | Razem     |
| 2002 | 12  | 3   | 1       | 7                      | 23 miejsc |

## Współpraca
Miejscowości partnerskie:
- Bílovec, Czechy (od 1958)
- Cerro Maggiore, Włochy
- Falaise, Francja
- Oberhof, Niemcy (Turyngia)
- Oberpullendorf, Austria
- Pershore, Wielka Brytania.